# جون نيلسون (لاعب كرة قدم)
جون نيلسون (بالإنجليزية: John Nelson)‏ (27 فبراير 1905 في المملكة المتحدة - 30 نوفمبر 1984 بيونكيرس في المملكة المتحدة) هو لاعب كرة قدم أمريكي في مركز الهجوم. لعب مع فول ريفر ماركسمين ونيويورك جاينتس ونيويورك ناشيونالز وBrooklyn Wanderers ‏ وPawtucket Rangers ‏.